# Рупиль, Тимоте
Тимоте́ Ру́пиль (люкс. Timothé Rupil; родился 12 июня 2003) — люксембургский футболист, полузащитник немецкого клуба «Шальке 04 II» и национальной сборной Люксембурга.

## Клубная карьера
Выступал за молодёжные команды люксембургских клубов «Клеманси» и «Кэрьенг». В июле 2019 года присоединился к молодёжной академии немецкого клуба «Майнц 05».

## Карьера в сборной
Выступал за сборные Люксембурга до 16, до 17 лет и до 21 года. 7 октября 2020 года дебютировал в составе главной национальной сборной Люксембурга в товарищеском матче против сборной Лихтенштейна.